# Генин (ера)
Генин (元仁) је јапанска ера (ненко) која је настала после Џо и пре Кароку ере. Временски је трајала од новембра 1224. до априла 1225. године и припадала је Камакура периоду. Владајући монарх био је цар Го-Хорикава.

## Важнији догађаји Генин ере
- 1224. (Генин 1): Верује се да је током ове године састављено дело Кјогјошиншо. У исто време оснива се Џодо шиншу, школа Шин будизма.[3]